# Pseudastur
Pseudastur és un gènere d'ocells rapinyaires de la família dels accipítrids (Accipitridae) amb tres espècies que han estat incloses al gènere Leucopternis. En general habiten al medi forestal de la zona neotropical.

## Taxonomia
Segons la Classificació del Congrés Ornitològic Internacional (versió 12.2, juliol 2022) aquest gènere està format per tres espècies:
- aligot blanc (Pseudastur albicollis).
- aligot cap-ratllat (Pseudastur occidentalis).
- aligot emmantellat (Pseudastur polionotus).